# Епархия Неяттинкары
Епархия Неяттинкары (лат. Dioecesis Neyyattinkaraënsis) — епархия Римско-Католической церкви c центром в городе Неяттинкара, Индия. Епархия Неяттинкары входит в митрополию Тривандрума. Кафедральным собором епархии Неяттинкары является церковь Непорочного Зачатия Пресвятой Девы Марии.

## История
14 июня 1996 года Римский папа Иоанн Павел II издал буллу Ad aptius provehendum, которой учредил епархию Неяттинкары, выделив её из епархии Тривандрума. В этот же день епархия Неяттинкары вошла в митрополию Вераполи.
3 июня 2004 года епархия Неяттинкары вошла в митрополию Тривандрума.

## Ординарии епархии
- епископ Vincent Samuel (14.06.1996 — по настоящее время).

## Источник
- Annuario Pontificio, Ватикан, 2007
- Булла Ad aptius provehendum  (лат.)